# Sainte-Alvère-Saint-Laurent Les Bâtons
Sainte-Alvère-Saint-Laurent Les Bâtons est une ancienne commune française située dans le département de la Dordogne en région Nouvelle-Aquitaine.
Elle a eu une brève existence : créée le 1er janvier 2016 en tant que commune nouvelle, elle disparut un an plus tard, le 1er janvier 2017. Elle était issue du regroupement des deux communes de Sainte-Alvère et de Saint-Laurent-des-Bâtons.
L'arrêté préfectoral créant la commune dispose que le nom de la commune est « Sainte-Alvère-Saint-Laurent, Les Bâtons » mais le code officiel géographique retient début 2016 la graphie « Sainte-Alvère-Saint-Laurent Les Bâtons ».
Au 1er janvier 2017, elle fusionne avec Cendrieux pour former la commune nouvelle de Val de Louyre et Caudeau, passant au statut d'ancienne commune, sans devenir commune déléguée.

## Géographie

### Généralités
Dans le département de la Dordogne, l'ancienne commune de Sainte-Alvère-Saint-Laurent Les Bâtons forme les parties sud et ouest de la commune nouvelle de Val de Louyre et Caudeau. Elle est arrosée par un affluent de la Dordogne, le Caudeau qui prend sa source au nord, en limite de la commune et de Veyrines-de-Vergt, et un sous-affluent de la Dordogne, la Louyre, qui y prend aussi sa source.

### Communes limitrophes
| Carte de Sainte-Alvère-Saint-Laurent Les Bâtons |

En 2016, année précédant la création de la commune nouvelle de Val de Louyre et Caudeau, Sainte-Alvère-Saint-Laurent Les Bâtons était limitrophe de onze autres communes.
| Saint-Amand-de-Vergt, Fouleix | Saint-Michel-de-Villadeix — Veyrines-de-Vergt | Cendrieux             |
| Saint-Félix-de-Villadeix      | Sainte-Alvère-Saint-Laurent Les Bâtons        | Saint-Avit-de-Vialard |
| Saint-Marcel-du-Périgord      | Sainte-Foy-de-Longas — Pezuls                 | Paunat                |

## Urbanisme

### Prévention des risques
Un plan de prévention du risque inondation (PPRI) a été approuvé en 2015 pour le Caudeau et ses rives, concernant l'ouest et toute la bordure nord du territoire communal de Saint-Laurent-des-Bâtons,.

### Villages, hameaux et lieux-dits
Outre les bourgs de Sainte-Alvère et de Saint-Laurent-des-Bâtons proprement dits, le territoire se compose d'autres villages ou hameaux, ainsi que de lieux-dits détaillés sur cet article et celui-ci.

## Histoire
La création de la nouvelle commune est effective le 1er janvier 2016, entraînant la transformation des deux anciennes communes en communes déléguées dont la création a été entérinée par l'arrêté du 22 octobre 2015.
Au 1er janvier 2017, Sainte-Alvère-Saint-Laurent-les-Bâtons fusionne avec Cendrieux pour former la commune nouvelle de Val de Louyre et Caudeau dont la création a été entérinée par l'arrêté du 26 septembre 2016, entraînant la transformation des trois anciennes communes (Cendrieux, Saint-Laurent-des-Bâtons et Sainte-Alvère) en « communes déléguées ».

## Politique et administration

### Rattachements administratifs et électoraux
En 2016, pour sa seule année d'existence, Sainte-Alvère-Saint-Laurent Les Bâtons était rattachée à l'arrondissement de Bergerac, et électoralement au canton du Périgord central.

### Intercommunalité
En 2016, pour sa seule année d'existence, Sainte-Alvère-Saint-Laurent Les Bâtons a fait partie de la communauté de communes du Pays vernois et du terroir de la truffe, intercommunalité dissoute en fin d'année.

### Administration municipale
Pour l'année 2016, le conseil municipal de la nouvelle commune est constitué de l'ensemble des conseillers municipaux des anciennes communes (quinze pour Sainte-Alvère et onze pour Saint-Laurent-des-Bâtons, soit un total de vingt-six). Le maire de la nouvelle commune est élu début 2016. Les maires des deux anciennes communes deviennent maires délégués.

### Communes déléguées
| Nom                      | Code Insee | Intercommunalité   | Superficie (km2) | Population (dernière pop. légale) | Densité (hab./km2) |
| ------------------------ | ---------- | ------------------ | ---------------- | --------------------------------- | ------------------ |
| Sainte-Alvère (siège)    | 24362      | Le Grand Périgueux | 32,42            | 821 (2015)                        | 25                 |
| Saint-Laurent-des-Bâtons | 24435      | Le Grand Périgueux | 19,47            | 221 (2015)                        | 11                 |

### Liste des maires
| Période      | Période       | Identité        | Étiquette | Qualité                                                               |
| ------------ | ------------- | --------------- | --------- | --------------------------------------------------------------------- |
| janvier 2016 | décembre 2016 | Philippe Ducène | UMP       | Conseiller général (1988-2015), ex-maire de Sainte-Alvère (1986-2015) |

### Instances judiciaires et administratives
Dans les domaines judiciaire et administratif, Sainte-Alvère-Saint-Laurent Les Bâtons relève : 
- du tribunal d'instance, du tribunal de grande instance, du tribunal pour enfants, du conseil de prud'hommes, et du tribunal de commerce de Bergerac ;
- de la cour d'assises de la Dordogne ;
- de la cour d'appel, du tribunal administratif et de la cour administrative d'appel de Bordeaux.

## Population et société

### Démographie
En 2016, pour sa seule année d'existence, Sainte-Alvère-Saint-Laurent Les Bâtons comptait 1 023 habitants.
| 2016  |
| ----- |
| 1 023 |

## Économie
Les données économiques de Sainte-Alvère-Saint-Laurent Les Bâtons sont incluses dans celles de la commune nouvelle de Val de Louyre et Caudeau.